# داريان هاغان
داريان هاغان (بالإنجليزية: Darian Hagan)‏ هو لاعب كرة قدم أمريكية ولاعب كرة قدم كندية أمريكي، ولد في 1 فبراير 1970 في لينووود في الولايات المتحدة.